# فهرست انجیل‌ها

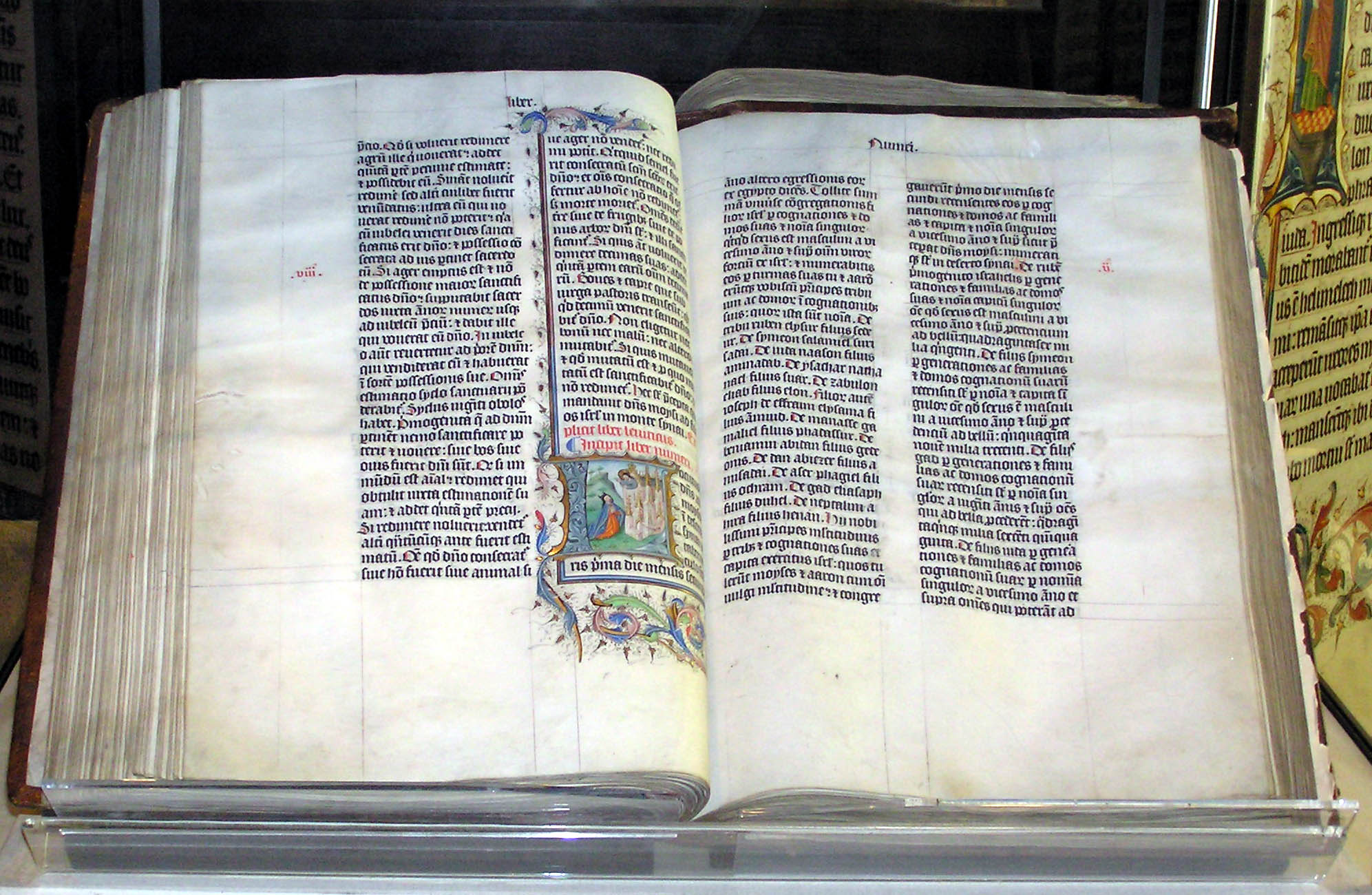
انجیل‌های متی، مرقس، لوقا و یوحنا در بیشتر انجیل‌های مسیحی یافت می‌شود.

یک انجیل (فشرده‌‌شدهٔ واژهٔ god spel انگلیسی باستان، به معنای «خبر خوب / بشارت»، قابل مقایسه با یونانی εὐαγγέλιον، evangelion) شرح نوشته حرفه و آموزه‌های عیسی است. این اصطلاح در ابتدا به معنای خود پیام مسیحی بود، اما برای کتاب‌هایی که پیام در آن‌ها بیان شده بود در سدهٔ دوم استفاده شد.
انجیل‌های ژانری از ادبیات مسیحیت اولیه است که زندگی عیسی را بازگو می‌کند. عهد جدید دارای چهار انجیل متعارف است که به‌عنوان تنها کتاب مقدس معتبر توسط اکثریت بزرگ مسیحیان پذیرفته شده‌است، اما بسیاری دیگر وجود دارند، یا پیش‌تر وجود داشته‌اند، و به آن‌ها یا آپوکریفا یا شبه عهد جدید می‌گویند. برخی از اینها آثار قابل توجهی در سنت‌های مسیحی از جمله شمایل نگاری به‌جای گذاشته‌اند.

## انجیل‌های متعارف
- انجیل‌های هم‌نوا:
  - انجیل متی
  - انجیل مرقس
    - پایان طولانی‌تر مارک

  - انجیل لوقا
- انجیل یوحنا